# Deutsches Institut für Volksumfragen
Das Deutsche Institut für Volksumfragen (Divo) war ein deutsches Meinungsforschungsinstitut mit Sitz in Frankfurt am Main.
Das 1951 gegründete Institut ging aus der 1945 eingerichteten Abteilung Opinion Survey Sektion des Office of Military Government for Germany hervor und war neben dem IfD Allensbach das erste Meinungsforschungsinstitut in der Bundesrepublik Deutschland. Die Strategie der amerikanischen Verwaltung sah vor, die Umfrageforschung in Deutschland zu etablieren. Um dies zu unterstützen, wurden von Anfang an deutsche Interviewer eingesetzt und das Personal wurde durch amerikanische Wissenschaftler mit Erfahrung in der Umfrageforschung geschult. Das Institut trug zur Verbreitung methodischer Kompetenzen in Deutschland bei. In der britischen Besatzungszone gab es eine ähnliche Gründung, aus der später Emnid hervorging. Auch die Gründer von Infas wurden beim Divo ausgebildet.
Neben der Politik- und Wahlforschung war das Institut auch in der Marktforschung aktiv und erlangte darin eine wesentlich Marktstellung mit Aufträgen von deutschen und internationalen Unternehmen. Zu den Kunden zählten Coca-Cola, Colgate-Palmolive, Royal Dutch Shell und Nestlé.
Das Divo war bekannt für exakte Prognosen von Wirtschaftstrends und hatte auch Bundestagswahlergebnisse mit einer Abweichung von 0,4 Prozent prognostiziert.
1961 übernahm die französische Sema, eine Tochter der Banque de Paris et des Pays-Bas, fünfzig Prozent der Geschäftsanteile. Die andere Hälfte ging später an die Berliner Handels-Gesellschaft. Bei dem Eigentümerwechsel wurde auch die Geschäftsführung ausgetauscht. Der neue Geschäftsführer, der Franzose Michel Algen, richtete das Institut neu aus, setzte unter anderem auf Computer-Programmierung und Fertigungssteuerung anstatt auf den bisherigen Tätigkeitsbereich der Marktforschung. Durch die Neuausrichtung gingen alte Geschäftsbeziehungen verloren und eine hohe Personalfluktuation setzte besonders in der Unternehmensführung ein. Im Herbst 1969 musste das Institut aus wirtschaftlichen Gründen den kompletten Interviewerstab von 600 Personen entlassen. Michel Algen verließ das Unternehmen und ging in den Aufsichtsrat der Sema. Sein Nachfolger wurde Claude Iégy.
Das Institut firmierte später als Institut für Wirtschaftsforschung, Sozialforschung und angewandte Mathematik.